# ERNA-3D
ERNA-3D (ERNA steht für Editor für RNA) ist eine von Florian Mueller am Max-Planck-Institut für molekulare Genetik in Berlin entwickelte Software zur Darstellung von dreidimensionalen Ribonukleinsäure-, Eiweiß- und anderer makromolekularer Strukturen von Biomolekülen. Es wurde entwickelt, um offene Fragen der Protein-Biosynthese mit Hilfe der Vollatomdarstellung der daran beteiligten Moleküle zu lösen. Für die Entwicklung von ERNA-3D erhielt Mueller 1997 den Heinz-Billing-Preis zur Förderung des wissenschaftlichen Rechnens.